# Ira Levin
Ira Marvin Levin (n. 27 august 1929, New York City, New York, SUA – d. 12 noiembrie 2007, New York City, New York, SUA)  a fost un romancier, dramaturg și compozitor american. Lucrările sale cele mai notabile sunt romanele A Kiss Before Dying (Sărutul dinaintea morții, 1953), Rosemary’s Baby (Copilul lui Rosemary, 1967), The Stepford Wives (Neveste perfecte, 1972) și The Boys from Brazil (Băieții din Brazilia, 1976), precum și piesa Deathtrap (Capcana morții, 1978). Multe dintre romanele și piesele sale au fost ecranizate.

## Tinerețe
Ira Levin s-a născut la 27 august 1929,  Manhattan, New York. A crescut atât în Manhattan, cât și în Bronx. Tatăl său, Charles, era un importator de jucării. Levin a fost educat la școala privată Horace Mann din New York. A urmat Universitatea Drake din Des Moines, Iowa din 1946 până în 1948 și apoi Universitatea din New York, unde a studiat filozofia și engleza. A absolvit în 1950. A servit în armată în Signal Corps din 1953 până în 1955.

## Viață profesională
După facultate, Levin a scris scenarii pentru filme educative și scenarii pentru radio și televiziune. Primul dintre acestea a fost Leda's Portrait, pentru emisiunea radio Lights Out, în 1951.
Prima piesă produsă de Levin a fost No Time for Sergeants (adaptată după romanul lui Mac Hyman), o comedie despre oameni care trăiesc în regiunile muntoase rurale și care ajung în Forțele Aeriene ale Statelor Unite ale Americii. În piesă a jucat Andy Griffith, lucru care l-a propulsat în cariera sa. Piesa a fost adaptată într-un film cu același nume, lansat în 1958, cu actorii Nick Adams, Myron McCormick și Andy Griffith. Ulterior, conceptul a fost dezvoltat ca un serial de comedie de televiziune în 1964 în care a jucat Sammy Jackson. No Time for Sergeants este considerat în general precursorul serialului militar de comedie Gomer Pyle, U.S.M.C.
Cea mai cunoscută piesă a lui Levin este Deathtrap, care deține recordul drept celui mai lung thriller de comedie de pe Broadway. Levin a câștigat al doilea său premiu Edgar cu această piesă.  În 1982, a fost adaptat ca un film cu același nume, cu Christopher Reeve și Michael Caine.

### Romane
Primul roman al lui Levin, A Kiss Before Dying (1953), un thriller erotic, a fost bine primit și a câștigat premiul Edgar din 1954 pentru cel mai bun roman de debut. Sărutul dinaintea morții a fost adaptat de două ori ca un film cu același nume, mai întâi în 1956 și din nou în 1991.
Cel mai cunoscut roman al lui Levin este Rosemary’s Baby, o poveste de groază despre satanismul actual și despre ocultism, care are loc în partea de vest a Manhattanului. În 1968, a fost adaptat ca un film scris și regizat de Roman Polanski, cu actorii Mia Farrow și John Cassavetes în rolurile principale. Ruth Gordon a câștigat un Oscar pentru cea mai bună actriță într-un rol secundar pentru interpretarea sa. Roman Polanski a fost nominalizat la Premiul Oscar pentru cel mai bun scenariu adaptat. 
Alte romane ale lui Levin care au fost ecranizate sunt Neveste perfecte (The Stepford Wives) în 1975, din nou în 2004 și The Boys from Brazil în 1978. 
În anii 1990, Levin a scris alte două romane care au devenit bestseller: Sliver (1991), care a fost adaptat ca un film în 1993 de Phillip Noyce, cu actorii Sharon Stone, William Baldwin și Tom Berenger. Son of Rosemary (1997), a fost scris ca o continuare a romanului Rosemary's Baby . 
Stephen King l-a descris pe Ira Levin ca pe „ceasornicarul elvețian al romanelor de suspans, el face ca ceilalți dintre noi să părem ca niște ceasuri ieftine”. Chuck Palahniuk, în Stranger than Fiction: True Stories, a spus că scrierea lui Levin este „o versiune inteligentă și actualizată a acelui tip de legende populare pe care culturile le-au folosit întotdeauna”.

## Viață personală
Levin a fost căsătorit de două ori, mai întâi cu Gabrielle Aronsohn (din 1960 până în 1968), cu care a avut trei fii, Adam, Jared și Nicholas. Ulterior s-a căsătorit cu Phyllis Sugarman (decedată în 2006). Are în total patru nepoți.  

## Moarte
Ira Levin a murit în urma unui atac de cord în casa sa din Manhattan, la 12 noiembrie 2007.

## Lucrări

### Romane
- A Kiss Before Dying (1953)
- Rosemary's Baby (1967)[9]
- This Perfect Day (O zi perfecta, 1970) – a primit în 1992 Prometheus Hall of Fame Award
- The Stepford Wives (1972)
- The Boys from Brazil (Băieții din Brazilia, 1976)
- Sliver (1991)
- Son of Rosemary (1997)

### Piese de teatru
- No Time for Sergeants (1956)
- Interlock (1958)
- Critic's Choice (1960)
- General Seeger (1962)
- Dr. Cook's Garden (1968)
- Veronica's Room (1974)
- Deathtrap (1978) –   nominalizare la Premiile Tony pentru cea mai bună piesă
- Break a Leg: A Comedy in Two Acts (1979)
- Cantorial (1982)
- Footsteps (2003)

### Muzicaluri
- Drat! The Cat! (1965) - textier și bookwriter

### Ecranizări
- A Kiss Before Dying (1956)
- No Time for Sergeants (1958)
- Critic's Choice (1963)
- Copilul lui Rosemary (Rosemary's Baby, 1968)
- The Stepford Wives (1975)
- Băieții din Brazilia (The Boys from Brazil, 1978)
- Capcana morții (Deathtrap, 1982)
- Sărutul dinaintea morții (A Kiss Before Dying, 1991)
- Sliver (1993)
- Footsteps (2003)
- Neveste perfecte (The Stepford Wives, 2004)
- Rosemary's Baby (2014) miniserie TV

## Legături externe
- Ira Levin la Internet Movie Database
- en Ira Levin la Internet Broadway Database
- Ira Levin la Internet Speculative Fiction Database
- Riggenbach, Jeff (2 decembrie 2010). „Ira Levin and This Perfect Day”. Mises Daily. Ludwig von Mises Institute.